# Tomopterna
Genre
Tomopterna est un genre d'amphibiens de la famille des Pyxicephalidae.

## Répartition
Les 15 espèces de ce genre se rencontrent en Afrique subsaharienne.

## Liste d'espèces
Selon Amphibian Species of the World (16 avril 2014) :
- Tomopterna cryptotis (Boulenger, 1907)
- Tomopterna damarensis Dawood & Channing, 2002
- Tomopterna delalandii (Tschudi, 1838)
- Tomopterna elegans (Calabresi, 1927)
- Tomopterna gallmanni Wasonga & Channing, 2013
- Tomopterna kachowskii (Nikolskii, 1900)
- Tomopterna krugerensis Passmore & Carruthers, 1975
- Tomopterna luganga Channing, Moyer & Dawood, 2004
- Tomopterna marmorata (Peters, 1854)
- Tomopterna milletihorsini (Angel, 1922)
- Tomopterna monticola (Fischer, 1884)
- Tomopterna natalensis (Smith, 1849)
- Tomopterna tandyi Channing & Bogart, 1996
- Tomopterna tuberculosa (Boulenger, 1882)
- Tomopterna wambensis Wasonga & Channing, 2013

## Publication originale
- Duméril & Bibron, 1841 : Erpétologie générale ou Histoire naturelle complète des reptiles, vol. 8, p. 1-792 (texte intégral).